# Niuserre (Prinz)
Niuserre war ein Prinz der altägyptischen 4. Dynastie. Er war ein Sohn von Pharao Chephren und dessen Gemahlin Meresanch III. Er war einer der wenigen Söhne des Chephren, die nicht das hohe Amt des Wesirs bekleideten.

## Grabstätte
Niuserre gehört ein unvollendetes Felsengrab (G 8140) auf dem Central Field in Gizeh. Das Grab ist annähernd nordsüdlich orientiert, der Eingang befindet sich an der Nordwestecke. Die Anlage besteht aus einem großen Hauptraum mit den Maßen 10,9 × 4,2 × 3,3 m, welcher zwei Pfeiler beherbergt. Der Raum blieb undekoriert, allerdings hatten die Wände noch einen Verputz erhalten. Von der Mitte der Westwand aus führt ein kurzer Gang zu einer kleinen Kammer mit den Maßen 3,0 × 0,5 × 2,2 m. Nördlich des Durchgangs zu dieser Kammer befindet sich eine kleine Nische, die wohl zu einer Scheintür gearbeitet werden sollte. In der Nordostecke des Hauptraums steht eine Steinbank, in der Nordwestecke führt ein Schacht hinab zur Sargkammer, in der allerdings keine Überreste einer Bestattung gefunden werden konnten.